# 帕金森 (电视节目)
帕金森（英語：Parkinson）是一档由迈克尔·帕金森主持的英国电视脱口秀。本节目在英國廣播公司第一台从1971年6月19日播出到2004年5月8日，又在ITV1从2004年9月4日播出到2007年12月22日。
节目中，帕金森采访过超过2000位的世界名人。包括：包括：穆罕默德·阿里、冰·哥羅士比、佐治·貝斯、鲍勃·霍普、皮特·乌斯蒂诺夫、莎莉·麥克琳、勞勃·瑞福、蒂娜·特纳、珍妮弗·洛佩兹、汤姆·汉克斯、米高·肯恩、肖恩·康纳利、丹尼尔·克雷格、德斯汀·荷夫曼、杰克·尼科尔森、奧森·威爾斯、英格丽·褒曼、贝蒂·戴维斯、贝蒂·米勒、席琳·狄翁、拉寇兒·薇芝、奥利弗·里德、乔恩·珀特维、吉恩·怀尔德、伊万·迈克格雷戈、大卫·鲍伊、约翰·克里斯、约翰·列侬、諾爾·蓋勒格、湯姆·克魯斯、马克·诺弗勒、卢奇亚诺·帕瓦罗蒂、雪兒、麥當娜、艾爾頓·約翰、大卫·贝克汉姆、维多利亚·贝克汉姆、蒂埃里·亨利、罗德·斯图尔特、菲爾·柯林斯、賈斯汀·提姆布萊克、罗比·威廉斯、雷·溫斯頓、凱特·溫斯蕾、卡麥蓉·狄亞、李察·艾登堡祿、戴維·阿滕伯勒、梅尔·吉布森、維高·摩天臣、乔治·迈克尔、皮尔斯·布鲁斯南、凱蒂蓮彼得·塞勒斯、保罗·麦卡特尼、安東尼·霍普金斯、杰里米·克拉克森、西蒙·高維爾、奥齐·奥斯本、茱莉·安德絲、海倫·美蘭、茱蒂·丹契、娜奧美·金寶、哈羅德·威爾遜、托尼·布莱尔、奧莉維亞·紐頓-約翰、比莉·派佩、大衛·田納特、丹泽尔·华盛顿、吉蓮·安德森、克林·伊斯威特和珊卓·布拉克。